# Mesoleius rufopectus
Mesoleius rufopectus är en stekelart som först beskrevs av Léon Abel Provancher 1888.  Mesoleius rufopectus ingår i släktet Mesoleius och familjen brokparasitsteklar. Inga underarter finns listade i Catalogue of Life.